# فران شونك
فران شونك (بالإنجليزية: Fran Schwenk)‏ هو مدير فني أمريكي، ولد في 1948.